# Drusus
Drusus was een cognomen van de gens Livia. Vrouwen uit deze gens stonden bekend onder het cognomen Drusilla. Later duikt de naam Drusus, bij afstammelingen van Livia Drusilla, eveneens op in het Julisch-Claudische huis.
De herkomst van deze naam wordt besproken door Suetonius. Volgens hem had Marcus Livius Drusus I het cognomen aangenomen nadat hij tijdens een expeditie in Gallia Cisalpina een Gallisch stamhoofd Drausus om het leven had gebracht. Over de afkomst van Marcus Livius Drusus bestaat enige onzekerheid. Het zou heel goed kunnen zijn dat hij de zoon was van Marcus Livius Denter (consul in 302 v.Chr.). Dit zou betekenen dat de gens Livia Dentra in de loop van de 3e eeuw v.Chr. over is gegaan in de gens Livia Drusa.
Op het einde van de Romeinse Republiek zou het cognomen ook gebruikt worden als praenomen, door leden van de gens Claudia.

## Dragers van ditcognomenofpraenomen
- Marcus Livius Drusus maior († 108 v.Chr.), consul en censor
- Marcus Livius Drusus minor (ca. 124 v.Chr. - 91 v.Chr.), zoon van voorgaande.
- Marcus Livius Drusus Claudianus  († 42 v.Chr.), geboren in de gens Claudia, geadopteerd door een Drusus.
- Livia Drusilla, dochter van voorgaande, huwde eerst met een Claudius, vader van keizer Tiberius en Drusus maior. Later huwde zij met keizer Augustus.
- Nero Claudius Drusus of Drusus maior (38 v.Chr. - 9 v.Chr.), zoon van Livia Drusilla, vader van keizer Claudius en van Germanicus.
- Tiberius Claudius Drusus (10 v.Chr. - 54 na Chr.) (vermoedelijke) geboortenaam van keizer Claudius, zoon van voorgaande.
- Drusus Claudius Nero of Drusus minor (13 v.Chr. - 23 na Chr.), zoon van keizer Tiberius.
- Drusus Julius Caesar (7 - 33) (soms als "Drusus III" aangeduid), zoon van Germanicus en Agrippina de Oudere

## Noot
1. ↑   Suetonius, Tiberius, 3.